# Rhododendron wattii
Rhododendron wattii är en ljungväxtart som beskrevs av John Macqueen Cowan. Rhododendron wattii ingår i släktet rododendron, och familjen ljungväxter. Inga underarter finns listade i Catalogue of Life.